# سووتسکی بایگول
سووتسکی بایگول (به لاتین: Sovetsky Baygol) یک منطقهٔ مسکونی در روسیه است که در جمهوری آلتای واقع شده‌است.